# Socotrana labroturrita
Socotrana labroturrita es una especie de coleóptero adéfago de la familia Carabidae. Es el único miembro del género monotípico Socotrana.

## Distribución geográfica
Habita en la isla de Socotra.